# Gamsjochgruppe
Die Gamsjochgruppe ist eine Berggruppe im Karwendel und umfasst den gesamten Gebirgsstock des Gamsjochs. Im Westen wird die Gruppe durch das Laliderer Tal von der Falkengruppe getrennt, im Süden verbindet es das Hohljoch (1794 m ü. A.) mit der Hinterautal-Vomper-Kette. Im Osten liegt die Sonnjochgruppe, von der sie durch das Enger Tal mit dem Großen Ahornboden getrennt wird. Die nördliche Begrenzung ist das Rißtal.
Auf den namensgebenden und höchsten Gipfel, das Gamsjoch (2452 m ü. A.), führen Wege vom Großen Ahornboden entweder durch eine Rinne der Ostflanke direkt zum Gumpenjöchl ober alternativ über das Hohljoch und den Lalidersalm-Hochleger zum Gumpenjöchl. Von dort führt die Route über die Südflanke des Gamsjochs auf dessen Gipfel. Eine Besteigung ist auch aus dem Laliderer Tal möglich. Die übrigen Gipfel der Gamsjochgruppe erhalten selten Besuch. Für Touren in der Gamsjochgruppe bieten sich die Falkenhütte und die Eng als Stützpunkte an.
Wichtige Gipfel (von Norden nach Süden)
- Unterer Roßkopf (1814 m ü. A.)
- Roßkopfspitze (2015 m ü. A.)
- Ruederkarspitze (2240 m ü. A.)
- Gamsjoch (2452 m ü. A.)
- Gumpenspitze (2176 m ü. A.)
- Teufelskopf (1978 m ü. A.)